# Bengtsboda och Pieboda
Bengtsboda och Pieboda är en bebyggelse, belägen utefter länsväg K 575 i Ringamåla socken i Karlshamns kommun. Från 2015 avgränsar SCB här en småort.